# Folyás megállóhely
Folyás megállóhely egy Hajdú-Bihar vármegyei megállóhely, melyet a MÁV üzemeltetett. A személyszállítás szünetel.

## Áthaladó vasútvonalak
A megállóhelyet a következő vasútvonalak érintik:
- Ohat-Pusztakócs–Görögszállás-vasútvonal

## Kapcsolódó állomások
A megállóhelyhez az alábbi állomások vannak a legközelebb:
- Újszentmargita megállóhely (Ohat-Pusztakócs–Görögszállás-vasútvonal)
- Polgár megállóhely (Ohat-Pusztakócs–Görögszállás-vasútvonal)

## Forgalom
A megállóhelyen és a rajta áthaladó vasútvonal egy szakaszán a vasúti forgalom 2009- december 13-a óta szünetel

## Megközelítése
A megállóhely Folyás keleti szélén helyezkedik el, közúti megközelítése csak önkormányzati utakon keresztül lehetséges.